# AL24 News
AL24 News е обществен международен информационен телевизионен канал от Алжир, излъчващ на арабски, английски и френски език. Създаден е на 30 октомври 2021 г., като стартира излъчване на 1 ноември. За генерален директор на телевизията е назначен Салим Агар, бивш директор на Алжирския център за кинематография.
На 7 декември 2023 г. AL24 News подписва споразумение за сътрудничество с руския канал RT Arabic. То има за цел да улесни обмена на информация и аудиовизуални програми между двете медии, както и да осигури взаимна помощ в областта на телевизионното излъчване.